# Раткевич, Элеонора Генриховна
Элеоно́ра Ге́нриховна Ратке́вич (латыш. Eleonora Ratkeviča, род. 18 июля 1961, в Риге) — латвийско-русская писательница, известна по циклу романов «Деревянный меч», а также отдельным романам «Наёмник мёртвых богов», «Парадоксы Младшего Патриарха» и другим. Пишет в основном в жанре фэнтези. За роман «Деревянный меч» получила премию «Большой Зилант» в 2007 году.
Проживает в Риге, Латвия.

## Биография
Родилась в 1961 году в Риге, окончила биологический факультет Латвийского университета, работала редактором отдела в научно-технической библиотеке, младшим научным сотрудником в мединституте, преподавателем в школе. «Состояла на учёте» в массовочной группе Рижской киностудии, занималась карате, изучала иностранные языки, китайскую и японскую классическую литературу и философию (в переводе), играла в художественной самодеятельности, увлекалась рисованием.

## Награды и премии
- «Большой Зилант» в 2007 году — роман «Деревянный меч»
- номинация: Аэлита, 1997 // Премия «Старт» сборник романов и повестей «Наёмник мёртвых богов»
- номинация: Интерпресскон, 1997 // Крупная форма — роман «Джет из Джетевена»
- номинация: Бронзовая Улитка, 1997 // Крупная форма — роман «Джет из Джетевена»
- номинация: Интерпресскон, 1997 // Средняя форма — повесть «Палач Мерхины»
- номинация: Бронзовая Улитка, 1997 // Средняя форма — «Палач Мерхины»
- номинация: Странник, 2001 // номинация на жанровую премию «Меч в камне» — роман «Рукоять меча»
- номинация: «Итоги года» от журнала «Мир Фантастики», Итоги 2008 // Книги — Лучший отечественный тематический сборник «Наше дело правое»

### Серии
Деревянный меч
1. Деревянный меч (1997);
2. Рукоять меча (2000);
3. Меч без рукояти (2001)[1].

Найлисский цикл
1. Таэ эккейр! (2003);
2. Ларе-и-т’аэ (2004).

### Отдельные романы
- Наёмник мёртвых богов (1996);
- Джет из Джетевена (1996);
- Парадоксы младшего патриарха (2002).
- Час кроткой воды (2019)

### Повести и рассказы
- Ближе смерти и дальше счастья (1991, в составе сборника «Ближе смерти и дальше счастья» в 2005) — повесть.
- Братья и птицы (в составе сборника «Ближе смерти и дальше счастья», 2005).
- Время серебра (в составе сборника «Время золота, время серебра», 2005)[2].
- Гусеница (в составе сборника «Ближе смерти и дальше счастья», 2005)
- Летающая собака (в составе сборника «Ближе смерти и дальше счастья», 2005).
- Код бессмертия (в составе сборника «Ближе смерти и дальше счастья», 2005).
- Палач Мерхины (1996).
- Пистолет майора Винтера.
- Превыше чести (в составе сборника «Ближе смерти и дальше счастья», 2005).
- Слушай, флейтист! (1996) — повесть.
- Шкаф (в составе сборника «Ближе смерти и дальше счастья», 2005).
- Я тебе кинкажу! (в составе сборника «Ближе смерти и дальше счастья», 2005).
- Обличия любви (в составе сборника «Наше дело правое» 2008)
- Здравствуйте, я ваша тёща! (повесть, в сборнике «Герои на все времена», 2010)[3]
- Как кошка с собакой (в составе сборника «Эльфы и их хобби», 2013)
- цикл «Патрик Шенахан»
  - Убийце требуется сыщик (2014)
  - Министру требуется вор (2015)
  - Вору требуется судья (2015)[4]